# Wolfgang Back

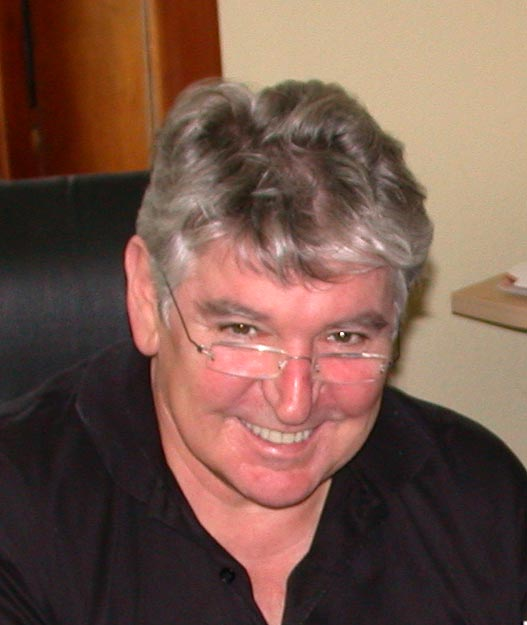
Wolfgang Back (2004)

Wolfgang Eckhardt Back (* 9. April 1943 in Nastätten; † 5. Dezember 2019 in Köln) war ein deutscher Fernsehmoderator und Wissenschaftsredakteur, der durch das Fernsehmagazin Hobbythek und den WDR Computerclub bekannt wurde. Er zählt zu den Mitbegründern des deutschen Computer-Journalismus.

## Leben
Nach seiner Volksschulzeit in Oelsberg im Taunus und Patersberg besuchte Wolfgang Back das Wilhelm-Hofmann-Gymnasium in Sankt Goarshausen. Im Alter von 14 Jahren begann er, neben der Schule als Lokalreporter zu arbeiten; er war bis zum Abitur im Jahr 1963 als Lokalreporter für die Rhein-Zeitung in Koblenz tätig und bediente etwa 20 Ortschaften im Kreis. Im Anschluss studierte er Elektrotechnik an der RWTH Aachen. Er schloss  dort sein Studium ab, dabei hatte er nach eigener Angabe nur die nötigsten Fächer belegt und die Universität nicht oft besucht. Zu dieser Zeit lebte er mit mehreren Freunden in einem großen Haus auf einem großen Anwesen in Belgien und beschäftigte sich dort mit elektronischen Basteleien und Reparaturen. Auch während des Studiums in Aachen war er in der Stadt lokaljournalistisch tätig.
Ab 1970 übersetzte er Artikel der gerade neu erschienenen niederländischen Fachzeitschrift elektor in die deutsche Sprache und begann im selben Jahr für den WDR zu arbeiten. Anfangs drehte er monatliche Beiträge über „kuriose technische Erfindungen“ für die Fernsehsendung Wissenschaft heute. Im Jahr 1973 moderierte er anlässlich der Sperrung der Autobahnen an Sonntagen die Sendung Autopia, in der es um die Zukunft des Autos ging. In den Jahren 1972 und 1973 arbeitete er zusammen mit Jean Pütz an der 12-teiligen Fernsehsendung Einführung in die Digitaltechnik mit, von 1974 bis 1981 moderierte er gemeinsam mit Pütz das Fernsehmagazin Hobbythek. Während dieser Zeit wirkte er auch an anderen Fernsehsendungen mit, zum Beispiel 1977 an einer Sendung zum 100-jährigen Bestehen des Deutschen Patentamts. Im Jahr 1980 veröffentlichte er einen Fernsehfilm über Konrad Zuse, für den er ihn mehrmals interviewte.
Nach der Hobbythek folgten einige Ausgaben des Freizeitmagazins eff-eff, aus denen später der WDR Computerclub entstand, sowie verschiedene Wissenschaftssendungen wie die Erfinderbörse, Know how – Gewusst wie, Warum? Darum! und Kaleidoskop.
Den größten Erfolg hatte Back mit der Sendung WDR Computerclub, die er zusammen mit Wolfgang Rudolph von 1981 bis zu ihrer Einstellung im Jahr 2003 moderierte. Neben den regulären Sendungen aus dem Studio in Köln wurden auch regelmäßig Vor-Ort-Sendungen von Messen wie der Cebit und der photokina übertragen. Daneben gab es drei „Computernächte“, in denen von abends bis zum nächsten Morgen mehrstündige Live-Sendungen aus dem Heinz Nixdorf MuseumsForum in Paderborn übertragen wurden. Danach übernahm er die Redaktion der WDR-Sendung ServiceZeit Technik, bis diese Ende 2005 ebenfalls eingestellt wurde.
Nachdem er im Mai 2006 in den Ruhestand gegangen war, ließen Back und Rudolph im Juli 2006 den „Computer Club“ als 30-minütigen Podcast unter dem Titel Computer: club2 wieder aufleben. Vom 24. Juli 2007 bis zum 10. Mai 2016 war die Neuauflage des Computerclubs als monatliche Fernsehsendung auf dem Lokalsender NRW.TV im Kabelfernsehen zu sehen und stand zum Videoabruf auf der Website der Sendung zur Verfügung. Ab dem 9. Juli 2010 erfolgte die Ausstrahlung auch über den inzwischen eingestellten Mediendienst TecTime TV (ehemals DrDish TV) über den Satelliten Astra 1H sowie über die Web-2.0-Medienplattform Sevenload.
Ende 2016 kam es zum Zerwürfnis zwischen Back und Rudolph. Seitdem wurde das Konzept dank Spenden in einem eigenen Studio von Wolfgang Rudolph weiter produziert und als CC2.tv über YouTube verbreitet. An dem neuen von Rudolph ins Leben gerufenen Format war Back nicht mehr beteiligt. Back selbst produzierte nach der Trennung bis Juli 2017 Inhalte für die alte CC2-Homepage in Zusammenarbeit mit dem Technik-Blogger und ehemaligen WDR-Computerclub-Mitarbeiter Heinz Schmitz, der auch bei NRW.TV als Co-Moderator von Back und Rudolph in Erscheinung trat. Wolfgang Rudolph arbeitet seit dieser Zeit nur noch für sein Nachfolgeformat CC2.TV.
In den letzten Jahren seines Lebens beschäftigte sich Wolfgang Back neben der Computer- und Kommunikationstechnik auch intensiv mit der neu aufkommenden Maker-Bewegung und neuen Technologien wie 3D-Druck. Am Samstag, den 25. Juni 2016 besuchte er die Eröffnung des Makerspace des Vereins Freie Maker Aachen/Lemiers im niederländischen Lemiers nahe Aachen. Die Freien Maker Aachen zeichneten ihn auf der Maker Faire Berlin im Jahr 2016 mit dem Freie Maker Award für sein Lebenswerk aus. In einem Interview wies er darauf hin, dass Jean Pütz und er zu Zeiten der Hobbythek auch schon „Maker“ waren, obwohl man das damals noch „Bastler“ und „Do-it-yourself-Bewegung“ nannte.
Im März 2017 gab Back dem Scene World Magazine ein Video-Interview, in dem er über seine Anfänge als Journalist, den Kontakt mit Computern und den WDR Computerclub sprach. Eine synchronisierte englische Version des Interviews wurde im Juli 2019 veröffentlicht. Weitere Interviews zu seinen Aktivitäten beim WDR sowie einige weitere Einspieler und Anmoderationen von Wolfgang Back entstanden im Januar 2018 und Mai 2019 für den YouTube-Kanal Generation Testbild.
Wolfgang Back lebte in Köln-Rodenkirchen. Er starb am 5. Dezember 2019 im Alter von 76 Jahren in Köln.

## Filmografie (Auswahl)
- 1970: Wissenschaft heute
- 1972–1973: Einführung in die Digitaltechnik
- 1973: Autopia
- 1974–1981: Hobbythek
- 1981: eff-eff (Vorläufer des WDR Computerclub)
- 1981: Erfinderbörse
- 1981: Know how – Gewusst wie.
- 1981: Warum? Darum!
- 1981: Kaleidoskop
- 1981–1985: Alpha 5
- 1981–2003: WDR Computerclub
- 2003–2005: ServiceZeit Technik (verantwortlicher Redakteur)
- 2007–2016: ComputerClub2[18]

## Auszeichnungen
- 2001: Mitglied der Wall of Fame der 150 wichtigsten Pioniere Im Sektor Computer. Aufgestellt im Computermuseum HNF Paderborn für das Thema Medien
- 2007: Podcast-Award für ComputerClub2, zusammen mit Wolfgang Rudolph
- 2008: European Podcast Award: Excellence Award 2008/2009 für ComputerClub2, zusammen mit Wolfgang Rudolph[11]
- 2016: Freie Maker Award für das Lebenswerk auf der Maker Faire Berlin 2016, ausgesprochen von dem Verein Freie Maker Aachen/Lemiers[19]